# Cantonul Aspet
Cantonul Aspet este un canton din arondismentul Saint-Gaudens, departamentul Haute-Garonne, regiunea Midi-Pyrénées, Franța.

## Comune
- Arbas
- Arbon
- Arguenos
- Aspet (reședință)
- Cabanac-Cazaux
- Cazaunous
- Chein-Dessus
- Couret
- Encausse-les-Thermes
- Estadens
- Fougaron
- Ganties
- Herran
- Izaut-de-l'Hôtel
- Juzet-d'Izaut
- Milhas
- Moncaup
- Portet-d'Aspet
- Razecueillé
- Sengouagnet
- Soueich